# Bror Asplind
Bror Ansgar Asplind, född 5 februari 1890, död 30 september 1954, var en svensk astronom.
Asplind blev filosofie licentiat vid Stockholms högskola 1919 och filosofie doktor 1929. Han var lektor i matematik och fysik vid Folkskoleseminariet i Karlstad och rektor vid Folkskoleseminariet i Luleå 1938-1943 samt på Folkskoldsemianriet i Göteborg från 1943. Förutom flera vetenskapliga arbeten utgav Asplind Våra grannar i världsrymden.
Asteroiden 958 Asplinda är uppkallad efter honom.